# MKB Veszprém KC

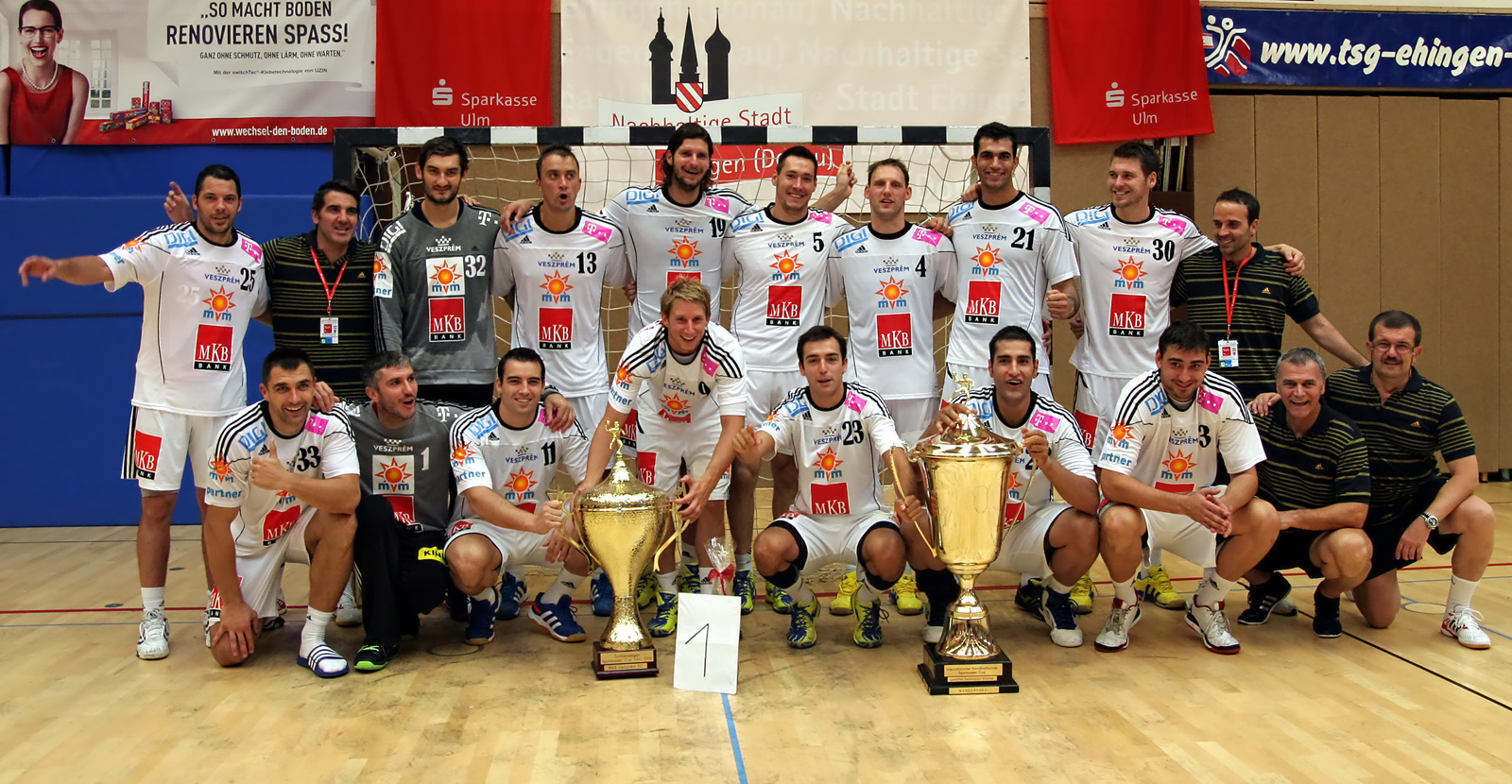
MKB Veszprém (2013)

KC Veszprém este un club de handbal din Ungaria. În prezent, KC Veszprém participă la competițiile Ligii de handbal Budapest Bank. KC Veszprém este echipa de handbal masculin cea mai de succes din Ungaria.

## Performanțe
- Campionate naționale ale Ungariei: 16
- Cupe naționale ale Ungariei: 17
- Finale Liga Campionilor EHF: 1
  - 2002
- Cupa Cupelor EHF: 2
  - 1992, 2008
- Finale Supercupa EHF: 1
  - 2002
- Finale Trofeul Campionilor Uniqa EHF: 1
  - 2008